# Orthotrichum assimile
Orthotrichum assimile är en bladmossart som beskrevs av C. Müller 1849. Orthotrichum assimile ingår i släktet hättemossor, och familjen Orthotrichaceae. Inga underarter finns listade i Catalogue of Life.